# Clara Zetkin
Clara Josephine Zetkin z domu Eißner (ur. 5 lipca 1857 w Wiederau, w Królestwie Saksonii, zm. 20 czerwca 1933 w posiadłości Archangielskoje w obwodzie moskiewskim, ZSRR) – niemiecka działaczka polityczna, socjalistka, członkini niemieckiego i międzynarodowego ruchu komunistycznego, jedna z założycielek Komunistycznej Partii Niemiec, działaczka w walce o prawa kobiet oraz aktywistka ruchu pacyfistycznego.
Była członkiem SPD (Sozialdemokratische Partei Deutschlands), reprezentując w niej frakcję rewolucyjno-marksistowską, do roku 1917, kiedy to zaczęła działać w nowo utworzonej USPD (Unabhängige Sozialdemokratische Partei Deutschlands), stając się jednym z najważniejszych reprezentantów jej lewego skrzydła (tzw. Grupy Spartakusa, przemianowanej w roku 1918 na Związek Spartakusa). Od roku 1919 związana z KPD (Kommunistische Partei Deutschlands). W latach 1920–1933 była posłem do Reichstagu z ramienia KPD, pełniąc w roku 1932 funkcję Alterspräsidentin des Parlaments (w dzisiejszej Polsce odpowiednikiem tej funkcji jest marszałek senior).
W roku 1889 wzięła udział w Międzynarodowym Kongresie Robotników w Paryżu, który stał się podstawą utworzenia II Międzynarodówki socjalistycznego ruchu robotniczego. To głównie dzięki jej staraniom 8 marca obchodzony jest jako Międzynarodowy Dzień Kobiet (choć należy zaznaczyć, że po raz pierwszy świętowano go w Danii, Szwajcarii, Niemczech i Austro-Węgrzech 19 marca 1911 roku). Odgrywając jedną z najważniejszych i najbardziej znaczących ról w KPD, była Clara Zetkin w latach 1921–1933 również członkiem Komitetu Wykonawczego III Międzynarodówki, w którym pod koniec swego życia należała do mniejszości krytykującej stalinowską tezę, zgodnie z którą socjaldemokrację uważano za lewicowy odłam faszyzmu.
Pochowana została na Cmentarzu przy Murze Kremlowskim.

## Życiorys

### Dzieciństwo i wykształcenie
Clara urodziła się jako najstarsza córka Josephine Vitale – na jej ojca, Jeana Dominique’a, wielki wpływ wywarła rewolucja francuska oraz wojny napoleońskie, w których brał udział – oraz Gottfrieda Eißnera, syna robotnika dniówkowego i nauczyciela szkoły wiejskiej z Wiederau. Jej matka utrzymywała kontakty z założycielkami, rodzącego się właśnie w tych czasach, ruchu feministycznego, m.in. z Louise Otto-Peters czy Auguste Schmidt, czytała książki autorstwa George Sand, założyła w Wiederau żeński związek gimnastyczny. W 1872 r. rodzina przeprowadziła się do Lipska, aby umożliwić dzieciom zdobycie lepszego wykształcenia.

### Zaangażowanie w działalność socjaldemokracji
Od 1874 r. utrzymywała w prywatnym seminarium w Lipsku, gdzie kształciła się na nauczycielkę szkół ludowych, kontakty z ruchem feministycznym oraz robotniczym. W 1878 r. Clara Eißner wstąpiła do Socjalistycznej Partii Robotników Niemiec (niem. Sozialistische Arbeiterpartei Deutschlands – SAP), przemianowanej w 1890 r. na Socjaldemokratyczną Partię Niemiec (niem. Sozialdemokratische Partei Deutchlands – SPD). Podczas obowiązywania tzw. ustawy antysocjalistycznej (1878-1890), kiedy to działalność socjaldemokratyczna poza Reichstagiem i landtagami została zakazana, opuściła kraj, udając się w 1882 r. do Zurychu, a następnie do Paryża. Tam przyjęła nazwisko swojego partnera – Ossipa Zetkina, rosyjskiego rewolucjonisty, z którym miała dwóch synów: Maxima (1883-1965) oraz Kostję (1885-1980).
W 1889 r., podczas pobytu w Paryżu, wzięła udział w Międzynarodowym Kongresie Robotników, przyczyniając się do powstania II Międzynarodówki.
Jesienią 1890 r. rodzina wróciła do Niemiec, osiedlając się w Sillenbuch koło Stuttgartu. Tam pracowała Clara Zetkin jako tłumaczka w wydawnictwie Johanna Dietza, a od 1892 r. jako szefowa redakcji kobiecego czasopisma „Die Gleichheit” (z niem. „Równość”).
Po śmierci Ossipa Zetkina wyszła w 1899 r. za mąż za Friedricha Zundela, młodszego o osiemnaście lat, artystę malarza z Wiernsheim. Ich drogi z czasem rozeszły się, co doprowadziło w 1927 r. do rozwodu, po którym Zundel poślubił Paulę Bosch, córkę Roberta Boscha.
W trakcie VII Międzynarodowego Kongresu Socjalistycznego w Stuttgarcie w 1907 r. Zetkin poznała Włodzimierza Lenina, z którym połączyła ją dozgonna przyjaźń.
W SPD należała wraz z Różą Luksemburg, swoją przyjaciółką i współpracowniczką, do grona przywódców lewego, rewolucyjnego skrzydła partii, występując na przełomie wieków przeciwko rewizjonizmowi Eduarda Bernsteina.

### Bojowniczka o prawa kobiet
Prawa kobiet zawsze stanowiły najważniejszy punkt jej działalności. Podczas Międzynarodowego Kongresu Robotników w Paryżu wygłosiła Zetkin 19 VII 1889 r. słynny referat, w którym skrytykowała działania burżuazyjnego ruchu feministycznego (m.in. Helene Lange oraz Minny Cauer) na rzecz praw wyborczych dla kobiet, swobodnego wyboru przez nie wykonywanego zawodu i innych przepisów ustawodawstwa pracy dotyczących ich w ramach istniejącego systemu. Nierówność płci stanowiła zatem dla niej pokłosie panujących stosunków socjalnych oraz ekonomicznych będących efektem sprzeczności między kapitałem a pracą. Przesunięcie momentu formalnej emancypacji kobiet na czas po rewolucji pogłębiło konflikty w łonie niemieckiego ruchu feministycznego przed I wojną światową i doprowadziło do długotrwałych sporów z bardziej umiarkowanymi działaczkami, także socjaldemokratycznymi, np. z Lily Braun czy Luise Zietz.
Od 1891 do 1917 r. Zetkin pracowała w feministyczno-robotniczym czasopiśmie „Die Gleichheit” (przed 1892 r. nosiło ono nazwę „Die Arbeiterin”, z niem. „Robotnica”), w którego pierwszym, programowym numerze opowiedziała się przeciwko stanowisku reformistycznemu, które zakładało stopniowe zrównywanie pozycji kobiet i mężczyzn przy zachowaniu ustroju kapitalistycznego. Z czasem zrewidowała swoje sztywne stanowisko w tej sprawie, uważając uzyskanie przez kobiety praw wyborczych za istotne niezależnie od aktualnego systemu gospodarczego, co od 1891 r. stanowiło zresztą jeden z najważniejszych punktów programu SPD.
W 1907 r. stanęła na czele nowo utworzonego w SPD Sekretariatu Kobiet (niem. Frauensekretariat). W trakcie obrad Międzynarodowej Socjalistycznej Konferencji Kobiet w Stuttgarcie w 1907 r. podjęto decyzję o powołaniu, z siedzibą w Niemczech, Międzynarodowego Sekretariatu Kobiet, a jego przewodniczącą została Zetkin. 27 VIII 1910 r. na Międzynarodowej Socjalistycznej Konferencji Kobiet w Kopenhadze zainicjowała, razem z Käte Duncker, obchody Dnia Kobiet, który po raz pierwszy świętowano 19 III 1911 r. (od 1921 r. Dzień Kobiet obchodzony jest 8 marca).

### Czasy I wojny światowej
Zetkin – razem z Franzem Mehringiem, Luksemburg i innymi nielicznymi członkami SPD – na krótko przed wybuchem I wojny światowej głosowała przeciwko udzieleniu kredytów wojennych. Dzięki temu dochowała wierności jednej z najważniejszych zasad II Międzynarodówki, zakazującej popierania jakichkolwiek wojen napastniczych. Od tego momentu pozostawała w nieustającym konflikcie z większością Reichstagu reprezentowaną przez SPD. Podczas konfliktu Zetkin nieustępliwie – m.in. wraz z Mehringiem, Luksemburg, Karlem Liebknechtem – odrzucała tzw. Burgfriedenspolitik, która zakładała zawieszenie sporów między partiami i współpracę na rzecz dobra ojczyzny. Do jednego z jej najważniejszych pacyfistycznych przedsięwzięć należy organizacja w Bernie Międzynarodowej Konferencji Socjalistycznych Kobiet przeciwko Wojnie w 1915 r. 3 kwietnia tegoż roku w „Berner Tagwacht” ukazała się zredagowana przez Zetkin antywojenna odezwa Frauen des arbeitenden Volkes! (z niem. Kobiety ludu pracującego!), która poza granicami Szwajcarii była poszukiwana przez policję. Zetkin wielokrotnie aresztowano, jej listy konfiskowano, a jej synów, lekarzy wojskowych, szykanowano.

### Od SPD do KPD
Od 1916 r. Zetkin należała do, założonej przez Luksemburg, opozycyjnej wobec większości, rewolucyjnej frakcji partii – Gruppe Internationale (zwanej też Spartakusgruppe), która 11 XI 1918 r. zmieniła nazwę na Związek Spartakusa (niem. Spartakusbund). W 1917 r. wstąpiła, niezwłocznie po jej ukonstytuowaniu się, do Niezależnej Socjaldemokratycznej Partii Niemiec (niem. Unabhängige Sozialdemokratische Partei Deutschlands – USPD). Powstała ona po opuszczeniu SPD przez członków niezgadzających się z wojenną polityką partii. Po rewolucji listopadowej – w wyniku połączenia Związku Spartakusa z innymi rewolucyjnymi organizacjami – 1 I 1919 r. utworzona została Komunistyczna Partia Niemiec (niem. Kommunistische Partei Deutschlands – KPD), której członkiem stała się Zetkin.
W latach 1919–1920 była deputowaną (jedną z pierwszych trzynastu kobiet zasiadających w legislatywie) do Zgromadzenia Krajowego Ludowej Republiki Wirtembergii (niem. Landesversammlung des Volksstaates Württemberg). Od 25 VII 1919 r. uczestniczyła w pracach specjalnej komisji zajmującej się projektem ustawodawstwa dotyczącego opieki nad dziećmi, a 25 IX tego roku głosowała przeciwko przyjęciu Konstytucji Wirtembergii.
W latach 1920–1933 zasiadała z ramienia KPD w Reichstagu. Od 1919 r. wydawała czasopismo Die Kommunistin (z niem. Komunistka). Od 1921 r. aż do swej śmierci była prezesem Międzynarodowej Pomocy Robotniczej (niem. Internationale Arbeiterhilfe – IAH), a od 1925 r. (także do śmierci) przewodniczącą Komitetu Centralnego Czerwonej Pomocy Niemiec (niem. Rote Hilfe Deutschlands – RHD) i przewodniczącą (do 1927 r.) Komitetu Centralnego Międzynarodowej Organizacji Pomocy Rewolucjonistom (MOPR, z ros. Международная организация помощи борцам революции).
Do 1924 r. Zetkin była członkiem Centrali, a w latach 1927–1929 Komitetu Centralnego KPD. Od 1921 do 1933 r. należała do Komitetu Wykonawczego Międzynarodówki Komunistycznej.
W trakcie swojej działalności w KPD często znajdowała się pomiędzy walczącymi stronnictwami, które nieustannie się zmieniały, jednakże mimo to przez całe życie udało się jej zachować znaczne wpływy w partii. Większość historyków (m.in. Heinrich Winkler) uważa, iż Zetkin przynależała do prawego skrzydła KPD, przede wszystkim dlatego, że pomimo członkostwa w KW Kominternu zdarzało jej się nie zgadzać z jego polityką oraz krytykować ZSRR.

## Otrzymane odznaczenia
- Order Lenina (1932)
- Order Czerwonego Sztandaru (1927)